# Charaxes barnsi
Espèce
Le Charaxes barnsi est un lépidoptère appartenant à la famille des Nymphalidae, à la sous-famille des  Charaxinae et au genre Charaxes.

## Dénomination
Charaxes barnsi a été nommé par James John Joicey et George Talbot en 1927

## Description
Charaxes barnsi est un grand papillon présentant un fond marron recouvert par une très large bande bleu métallisé ponctuée de bleu clair.
Le mâle est un peu moins grand que la femelle qui atteint 105 mm.

## Biologie
Sa biologie est mal connue.

## Écologie et distribution
Il est uniquement présent dans le golfe de Guinée. C’est une espèce rare et endémique de l'île de Principe dans le Golfe de Guinée.

### Biotope
Il réside dans les forêts de haute altitude.